# Parectatosia borneensis
Parectatosia borneensis är en skalbaggsart som beskrevs av Stefan von Breuning 1940. Parectatosia borneensis ingår i släktet Parectatosia och familjen långhorningar. Inga underarter finns listade i Catalogue of Life.